# Chế độ tam hùng lần thứ nhất

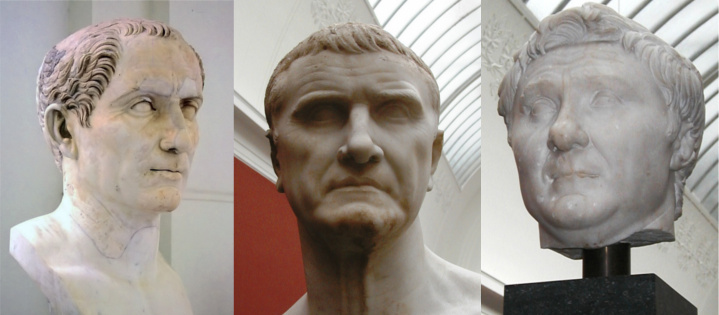
Tượng bán thân của Gaius Julius Caesar, Marcus Licinius Crassus và Gnaeus Pompeius Magnus

Liên minh tam hùng lần thứ 1 (tiếng La tinh: Primus triumviratus) là một liên minh chính trị được thành lập bởi Gaius Julius Caesar, Marcus Licinius Crassus và Gnaeus Pompeius Magnus. Khác với Liên minh tam hùng lần thứ 2, Liên minh tam hùng lần thứ 1 không hề có địa vị chính thức; ảnh hưởng của nó trong Cộng hòa La Mã cũng là không chính thức. Thực tế, liên minh này được giữ bí mật để phục vụ cho các mưu mô chính trị của tam hùng. Liên minh này được tạo lập năm 59 TCN và tồn tại cho đến khi Marcus Licinius Crassus mất năm 53 TCN.

## Nên đọc
- Chế độ tam hùng lần thứ hai